# آتیکوس
آتیکوس (انگلیسی: Atticus) شرکت پوشاک آمریکایی است، که در سال ۲۰۰۱ توسط مارک هاپس و تام دلونگ تأسیس شد.